# Raiffeisenbank Westeifel
Die Raiffeisenbank Westeifel eG ist eine deutsche Genossenschaftsbank mit Sitz in der rheinland-pfälzischen Gemeinde Schönecken im Eifelkreis Bitburg-Prüm.

## Geschichte
Nach verschiedenen Fusionen kleinerer Raiffeisenkassen entstand 1971 die Raiffeisenbank Westeifel eGmbH. Folgende Fusionen fanden zuvor und danach statt:
- 1969 – Fusion der Raiffeisenkasse Habscheid eGmbH mit dem Sitz in Habscheid mit der Raiffeisenbank Pronsfeld eGmbH mit dem Sitz in Pronsfeld
- 1969 – Fusion der Raiffeisenkasse Rommersheim eGmbH mit dem Sitz in Rommersheim mit der Raiffeisenbank Schönecken eGmbH mit dem Sitz in Schönecken
- 1970 – Fusion der Raiffeisenkasse Auw eGmbH mit dem Sitz in Auw bei Prüm mit der Raiffeisenkasse Bleialf eGmbH mit dem Sitz in Bleialf
- 1971 – Fusion der Raiffeisenkasse eGmbH Arzfeld mit dem Sitz in Arzfeld mit der Raiffeisenkasse Eschfeld eGmbH mit dem Sitz in Eschfeld und der Raiffeisenkasse Lützkampen eGmbH mit dem Sitz in Lützkampen zur Raiffeisenkasse eGmbH Arzfeld, die dann 1972 zur Raiffeisenbank Westeifel eGmbH mit dem Sitz in Arzfeld umfirmierte
- 1971 – Fusion der Raiffeisenkasse Brandscheid eGmbH mit dem Sitz in Brandscheid mit der Raiffeisenkasse Bleialf eGmbH
- 1972 – Fusion der Raiffeisenkasse Burbach eGmbH mit dem Sitz in Burbach mit der Raiffeisenbank Schönecken eGmbH
- 1973 – Fusion der Raiffeisenkasse Dasburg-Dahnen eG mit dem Sitz in Dasburg mit der Raiffeisenkasse Binscheid eG mit dem Sitz in Binscheid und der Raiffeisenbank Westeifel eG
- 1973 – Fusion der Raiffeisenkasse Winterspelt eGmbH mit dem Sitz in Winterspelt mit der Raiffeisenkasse Bleialf eGmbH
- 1976 – Fusion der Raiffeisenkasse Daleiden eG mit dem Sitz in Daleiden mit der Raiffeisenbank Westeifel eG
- 1977 – Fusion der Raiffeisenkasse Niederlauch eG mit dem Sitz in Niederlauch mit der Raiffeisenbank Schönecken e.G.
- 1978 – Fusion der Raiffeisenkasse Wallersheim eG mit dem Sitz in Wallersheim mit der Raiffeisenbank Schwirzheim e.G. mit dem Sitz in Schwirzheim
- 1978 – Fusion der Raiffeisenkasse Lambertsberg e.G. mit dem Sitz in Lambertsberg mit der Raiffeisenbank Waxweiler e.G. mit dem Sitz in Waxweiler
- 1979 – Fusion der Raiffeisenkasse Niederprüm e.G. mit dem Sitz in Niederprüm mit der Raiffeisenbank Pronsfeld eG
- 1980 – Fusion der Raiffeisenkasse Röllersdorf e.G. mit dem Sitz in Röllersdorf mit der Raiffeisenbank Waxweiler e.G.
- 1988 – Fusion der Raiffeisenbank Schwirzheim e.G. mit der Raiffeisenbank Schönecken e.G. zur Raiffeisenbank Schönecken-Schwirzheim eG mit dem Sitz in Schönecken
- 1991 – Fusion der Raiffeisenbank Pronsfeld eG mit der Raiffeisenbank Waxweiler e.G. zur Raiffeisenbank Pronsfeld-Waxweiler eG mit dem Sitz in Waxweiler

Die Raiffeisenbank Westeifel eG fusionierte anschließend im Jahr 1994 mit der Raiffeisenbank Schönecken-Schwirzheim eG und im Jahr 2001 ein letztes Mal mit der Raiffeisenbank Pronsfeld-Waxweiler eG und der Raiffeisenbank Bleialf e.G. mit dem Sitz in Bleialf.

## Rechtsverhältnisse
Die Raiffeisenbank Westeifel eG ist im Genossenschaftsregister beim Amtsgericht Wittlich unter GnR 30265 eingetragen.

## Organisationsstruktur
Rechtsgrundlagen sind das Genossenschaftsgesetz und die durch die Generalversammlung beschlossene Satzung. Organe der Bank sind der Vorstand, der Aufsichtsrat und die Generalversammlung.

## Sicherungseinrichtung
Die Raiffeisenbank Westeifel eG ist der amtlich anerkannten Sicherungseinrichtung des Bundesverbandes der Deutschen Volksbanken und Raiffeisenbanken GmbH und der zusätzlichen freiwilligen Sicherungseinrichtung des Bundesverbandes der Deutschen Volksbanken und Raiffeisenbanken e.V. angeschlossen. Sie gehört dem Bundesverband der Deutschen Volksbanken und Raiffeisenbanken an.

## Geschäftsausrichtung
Die Raiffeisenbank Westeifel eG betreibt das Universalbankgeschäft. Im Verbundgeschäft arbeitet sie mit der DZ Bank, R+V Versicherung, Bausparkasse Schwäbisch Hall, Teambank, VR Leasing,  DZ Hyp und der Union Investment zusammen.

## Geschäftsgebiet
Das Geschäftsgebiet liegt im Norden und Westen des Eifelkreises Bitburg-Prüm in der Westeifel.
An diesen Orten betreibt die Bank Filialen:
- Schönecken (Hauptstelle, jur. Sitz)
- Arzfeld (Geschäftsstelle)
- Bleialf (Geschäftsstelle)
- Prüm (Geschäftsstelle)
- Pronsfeld (Geschäftsstelle)